# 数据
，是透过观测得到的数字性的特征或信息。更专业地说，数据是一组关于一个或多个人或对象的定性或定量变量。数据可以是一堆杂志、一叠报纸、开会记录或者病人的病历记录。
虽然“数据”和“信息”这两个术语经常互相替换使用，但是他们的含义完全不同。在一些流行出版物中，当数据被置于情境之下审视或经过分析之后，“数据”就会变为“信息”；一般而言，数据（data）经由处理后称为信息（information），从这些信息中分析出来的讯息称为知识（knowledge），再通过不断地行动与验证，逐渐形成智慧（wisdom）；在大数据（big data）兴起后，数据科学这门学问显得非常重要。
然而在学术课题论述中，数据只是“信息的单元”。在經濟領域上，“信息”衍生信息经济，而“数据”則衍生数据经济。

## 分类
原始数据是一组未经过纠正的数字或特征。原始数据需要通过移除异常值和明显的仪器或数据录入误差来进行纠正（比如温度计在北极的户外测量到的热带温度）。数据处理通常分成若干阶段，某个阶段的“已处理的数据”在另一个阶段可能就是“原始数据”。
现场数据是指在不受控的“原位（in situ）”环境中收集的原始数据。而实验数据是指在科学研究情境中通过观测和记录产生的数据。

## 应用
数据运用在科学研究、商业管理（比如销售数据、收入、利润、股价）、金融、政治（比如犯罪率、失业率、识字率）和事实上的其他一切人类组织性活动形式（比如非营利性组织所做的流浪者人口调查）中。
数据会经过测量、收集、报告和分析，因此它可以使用图表、图像或者其他分析工具进行可视化；数据常以“表格”的方式呈现，并以试算表来处理。数据作为一种关于一些已存在的信息或知识的一般概念，会使用一些可以更好地利用或处理的形式进行呈现或编码。